# George Sutherland-Leveson-Gower, 3. Duke of Sutherland

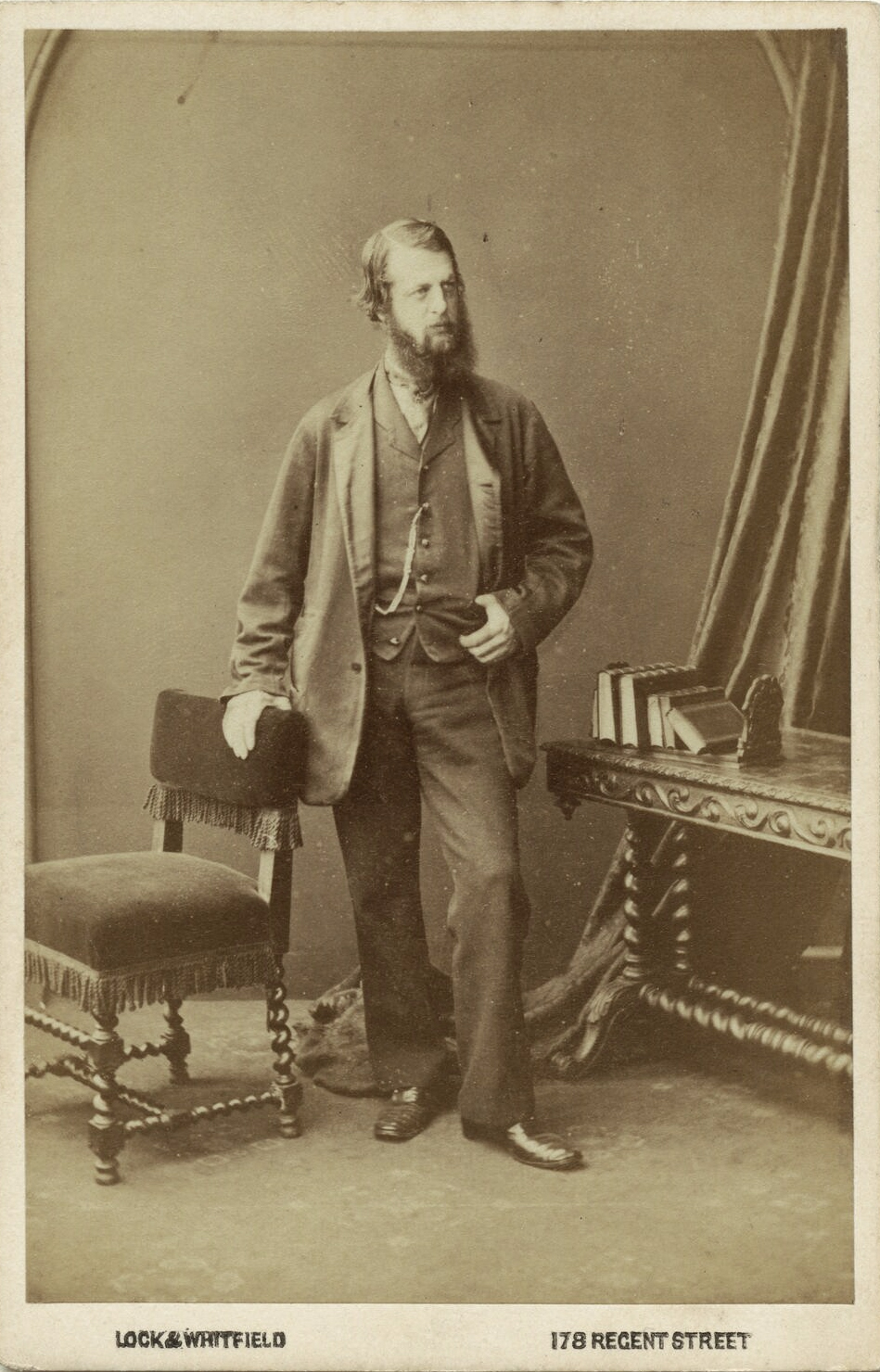
George Sutherland-Leveson-Gower, 3. Duke of Sutherland

George Granville William Sutherland-Leveson-Gower, 3. Duke of Sutherland (* 19. Dezember 1828; † 22. September 1892) war einer der führenden Adeligen des Vereinigten Königreichs in der viktorianischen Ära.

## Familie
Er war der älteste Sohn und das fünfte Kind aus der Ehe von George Sutherland-Leveson-Gower, 2. Duke of Sutherland (1786–1861) und dessen Frau Harriet Elizabeth Georgiana Howard (1806–1868). George Granville besuchte das Eton College und das King’s College London.
In erster Ehe heiratete er 1849 Anne Hay-Mackenzie (1829–1888), der 1861 aus eigenem Recht der Titel Countess of Cromartie verliehen wurde. Sie hatten fünf Kinder:
- George Granville Sutherland-Leveson-Gower, Earl Gower (* 27. Juli 1850; † 5. Juli 1858);
- Cromartie Sutherland-Leveson-Gower, 4. Duke of Sutherland (* 20. Juli 1851; † 27. Juni 1913);
- Francis Mackenzie, 2. Earl of Cromartie (* 3. August 1852; † 24. November 1893);
- Lady Florence Sutherland Leveson-Gower († 10. Oktober 1881), ⚭ 1876 Henry Chaplin, 1. Viscount Chaplin;
- Lady Alexandra Sutherland Leveson-Gower († 16. April 1891), unverheiratet.

Nach dem Tod seiner ersten Ehefrau heiratete er – skandalträchtig, weil nur vier Monate nach dem Tod seiner ersten Frau verstrichen waren und sie schon zuvor zwei Monate mit dem Duke in Tampa, Florida, zusammengelebt hatte – Mary Caroline Blair, geborene Mitchell, Witwe des Hauptmanns Arthur Kindersley Blair vom 71. Highland Light Infantry-Regiment, Tochter des Pfarrers Richard Mitchell. Ihr erster Mann, vom Duke abhängig, soll – nach Zeitungsberichten – durch einen vom Duke verursachten Jagdunfall verstorben sein.
Beim Tod des Dukes soll die „Duchess Blair“ Dokumente unterschlagen haben, um das Erbe zu ihren Gunsten zu beeinflussen, was ihr sechs Wochen Gefängnis einbrachte. Mit der Familie des Dukes kam es schließlich zu einem Vergleich, der es ihr ermöglichte, Carbisdale Castle zu bauen und ein jährliches Einkommen von 100.000 Pfund Sterling zu beziehen.

## Öffentliches Wirken
George Granville war von 1852 bis 1861 Abgeordneter für den Wahlkreis Sutherland des House of Commons. Als er nach dem Tod seines Vaters 1861 auch dessen Sitz im House of Lords erbte, musste er sein Mandat im Unterhaus aufgeben.

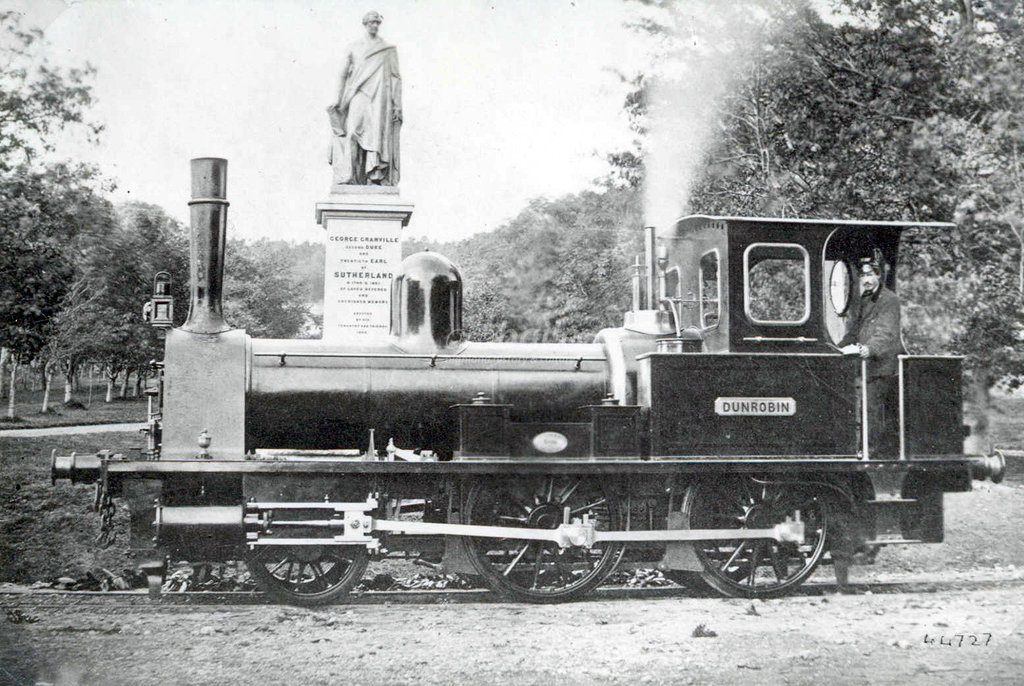
Lokomotive Dunrobin

Der Duke war ein begeisterter Hobby-Eisenbahner, der – er war einer der reichsten Männer Großbritanniens seiner Zeit – nicht nur die Duke of Sutherland's Railway, heute Teil der Far North Line, finanzierte und sich auch maßgeblich an anderen Eisenbahnunternehmen beteiligte, sondern sich auch privat eine Lokomotive, die Dunrobin, zulegte und sie auch selbst fuhr, sowie einen Salonwagen, um seine Gäste spazieren fahren zu können. Dazu zählte auch Königin Victoria. Zur Eröffnung seiner eigenen Eisenbahn, der Duke of Sutherland's Railway, waren der damalige Prince of Wales Prince Edward und seine Ehefrau Alexandra eingeladen worden und gekommen.